# My Hero Academia: Team-Up Missions
My Hero Academia: Team-Up Missions (僕のヒーローアカデミア チームアップミッション Boku no Hīrō Akademia: Chīmu Appu Misshon?) es un manga de superhéroes escrito e ilustrado por Yōkō Akiyama. Se trata de un spin-off del manga My Hero Academia de Kōhei Horikoshi Fue serializado en Saikyō Jump en julio de 2019 y la serialización se concluyó en enero de 2025, con sus capítulos, que son publicados mensualmente, además, agrupados en ocho volúmenes tankōbon a partir de mayo de 2025.

## Premisa
My Hero Academia: Team-Up Missions sigue a Izuku Midoriya y al resto de sus compañeros de clase de la Academia U.A, ya que están emparejados con estudiantes de otras escuelas de héroes e incluso prohéroes para participar en misiones especialmente solicitadas como parte del «programa de misiones en equipo».

## Publicación
Escrito e ilustrado por Yōkō Akiyama, My Hero Academia: Team-Up Missions comenzó a serializarse en Saikyō Jump el 2 de agosto de 2019, con un prólogo en Jump GIGA el 4 de marzo de 2019. La serialización se concluyó el 4 de enero de 2025. Shueisha ha agrupado sus capítulos en volúmenes tankōbon individuales. El primer volumen se publicó el 4 de marzo de 2020. A partir del 4 de mayo de 2025, se publicaron ocho volúmenes. En julio de 2020, Viz Media anunció que el manga tendría licencia para lanzarse en inglés en Norteamérica.

### Lista de volúmenes
| Núm. | Fecha de publicación   | ISBN                   |
| ---- | ---------------------- | ---------------------- |
| 1    | 4 de marzo de 2020     | ISBN 978-4-08-882249-5 |
| 2    | 2 de abril de 2021     | ISBN 978-4-08-882591-5 |
| 3    | 4 de febrero de 2022   | ISBN 978-4-08-882875-6 |
| 4    | 4 de octubre de 2022   | ISBN 978-4-08-883262-3 |
| 5    | 2 de junio de 2023     | ISBN 978-4-08-883626-3 |
| 6    | 4 de abril de 2024     | ISBN 978-4-08-883828-1 |
| 7    | 4 de diciembre de 2024 | ISBN 978-4-08-884299-8 |
| 8    | 2 de mayo de 2025      | ISBN 978-4-08-884458-9 |

## Recepción
Alex Lukas de Comic Book Resources declaró que My Hero Academia: Team-Up Missions «es una lectura decente como para comer palomitas de maíz, [pero] no es una versión nueva de los jóvenes héroes de la Academia U.A», aunque comentó que la premisa tiene un «potencial innegable».